# 2001 à Terre-Neuve-et-Labrador
Chronologie de Terre-Neuve-et-Labrador
- 1997
- 1998
- 1999
- 2000
- 2001
- 2002
- 2003
- 2004
- 2005

Cette page concerne des événements d'actualité qui se sont produits durant l'année 2001 dans la province canadienne de Terre-Neuve-et-Labrador.

## Politique

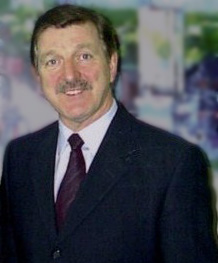
Roger Grimes

- Premier ministre : Beaton Tulk puis Roger Grimes
- Chef de l'Opposition :
- Lieutenant-gouverneur :
- Législature :

## Naissances
- 8 octobre : Percy Hynes White, acteur.